# هاروکو کاتو
هاروکو کاتو (به ژاپنی: 加藤 治子 Katō Haruko)؛ (۲۴ نوامبر ۱۹۲۲ – ۲ نوامبر ۲۰۱۵) یک هنرپیشه اهل ژاپن بود.